# Mount Crabtree
Mount Crabtree är ett berg i Antarktis. Det ligger i Västantarktis. Inget land gör anspråk på området. Toppen på Mount Crabtree är 820 meter över havet.
Terrängen runt Mount Crabtree är kuperad åt nordväst, men åt sydost är den platt. Trakten är obefolkad. Det finns inga samhällen i närheten.